# Amazaspes II Arzerúnio
Amazaspes II Arzerúnio (em armênio/arménio: Համազասպ Բ Արծրունի; romaniz.: Hamazasp B Artsruni) foi um nacarar armênio do início do século IX, chefe da família Arzerúnio e príncipe de Vaspuracânia.

## Etimologia
Amazaspes (Amazáspēs, Amazáspēs) ou Amazaspo (Amazaspus; Αμαζάσπος, Amazáspos) são as formas latina e grega do persa médio Hamazaspe (*Hamazāsp) que, em última análise, deriva do persa antigo Hamazaspa (Hamāzāspa). Embora a etimologia precisa de *Hamazāsp/Hamāzāspa permaneça sem solução, pode ser explicada através do avéstico *hamāza-, "colisão/confronto" + aspa-, "cavalo", ou seja, "aquele que possuía corcéis de guerra". Foi registrado em armênio (Համազասպ, Hamazasp) e georgiano (em georgiano: ამაზასპ, Amazasp’) como Hamazaspe.

## Vida
Amazaspes é conhecido através do relato do historiador árabe Albaladuri que relata, em sua Origem do Estado islâmico, que "Buga [...] sitiou Axute ibne Hâmeza ibne Jajique, o príncipe de Albusfarrajã", ou o príncipe de Vaspuracânia Asócio I, filho de Amazaspes, filho de Cacício II. Uma vez que seu filho Asócio I tornou-se príncipe de Vaspuracânia em 836, provavelmente Amazaspes II teria morrido por esta época. Embora não mencione isso, o historiador armênio Tomás Arzerúnio, autor da História da casa de Arzerúnio, menciona sobre a esposa de Amazaspes. Na verdade, ele sinaliza "a mãe de Asócio, irmã de Isaque e Pancrácio, príncipes de Taraunitis, mulher inteligente, para o discurso, como para a ação, não menos piedosa do que prudente" e ainda afirma que "Gurgenes despachou sua mãe, a dama de Vaspuracânia ao general Buga [...] o general atribuiu um auxílio diário, em conformidade com a posição da grande dama Rípsima".